# Kabinett Kohl IV
Das Kabinett Kohl IV war die 16. Bundesregierung der Bundesrepublik Deutschland. Sie ging aus der ersten gesamtdeutschen Bundestagswahl nach der Wiedervereinigung hervor und umfasste – wie auch schon die vorherigen Kabinette – Mitglieder der CDU, CSU und FDP.

## Abstimmung im Bundestag
| Wahlgang                                                  | Kandidat        | Kandidat          | Stimmen    | Stimmenzahl | Anteil | Koalitionspartei(en) | Koalitionspartei(en) | Koalitionspartei(en) | Koalitionspartei(en) |
| --------------------------------------------------------- | --------------- | ----------------- | ---------- | ----------- | ------ | -------------------- | -------------------- | -------------------- | -------------------- |
| 1. Wahlgang                                               |                 | Helmut Kohl (CDU) | Ja-Stimmen | 378         | 57,0 % |                      |                      |                      | CDU/CSU, FDP         |
| 1. Wahlgang                                               | Nein-Stimmen    | Helmut Kohl (CDU) | 257        | 38,8 %      |        |                      |                      |                      | CDU/CSU, FDP         |
| 1. Wahlgang                                               | Enthaltungen    | Helmut Kohl (CDU) | 9          | 1,4 %       |        |                      |                      |                      | CDU/CSU, FDP         |
| 1. Wahlgang                                               | Ungültig        | Helmut Kohl (CDU) | 0          | 0,0 %       |        |                      |                      |                      | CDU/CSU, FDP         |
| 1. Wahlgang                                               | nicht abgegeben | Helmut Kohl (CDU) | 18         | 2,8 %       |        |                      |                      |                      | CDU/CSU, FDP         |
| Damit wurde wieder Helmut Kohl zum Bundeskanzler gewählt. |                 |                   |            |             |        |                      |                      |                      |                      |

## Kabinett
| Amt oder Ressort                                                                                  | Bild                                                       | Name                                                        | Partei | Partei | Parlamentarische Staatssekretäre bzw. Staatsminister                                         | Partei | Partei |
| ------------------------------------------------------------------------------------------------- | ---------------------------------------------------------- | ----------------------------------------------------------- | --- | --- | -------------------------------------------------------------------------------------------- | ------ | ------ |
| Bundeskanzler                                                                                     |                                                            | Helmut Kohl (1930–2017)                                     | | CDU | Lutz Stavenhagen bis 2. Dezember 1991 Bernd Schmidbauer ab 18. Dezember 1991 Anton Pfeifer   |        | CDU    |
| Stellvertreter des Bundeskanzlers                                                                 |                                                            | Hans-Dietrich Genscher (1927–2016) bis 18. Mai 1992         | | FDP |                                                                                              |        |        |
| Stellvertreter des Bundeskanzlers                                                                 | Jürgen W. Möllemann (1945–2003) bis 21. Januar 1993        |                                                             | | FDP |                                                                                              |        |        |
| Stellvertreter des Bundeskanzlers                                                                 | Klaus Kinkel (1936–2019) ab 21. Januar 1993                |                                                             | | FDP |                                                                                              |        |        |
| Auswärtiges                                                                                       |                                                            | Hans-Dietrich Genscher bis 18. Mai 1992                     | FDP | Helmut Schäfer Ursula Seiler-Albring |                                                                                              | FDP    |        |
| Auswärtiges                                                                                       | Klaus Kinkel ab 18. Mai 1992                               |                                                             | FDP | Helmut Schäfer Ursula Seiler-Albring |                                                                                              | FDP    |        |
| Inneres                                                                                           |                                                            | Wolfgang Schäuble (1942–2023) bis 26. November 1991         | | CDU | Horst Waffenschmidt                                                                          |        | CDU    |
| Inneres                                                                                           | Rudolf Seiters (* 1937) bis 7. Juli 1993                   |                                                             | | CDU | Horst Waffenschmidt                                                                          |        | CDU    |
| Inneres                                                                                           |                                                            | Manfred Kanther (* 1939) ab 7. Juli 1993                    | Eduard Lintner | CDU |                                                                                              | CSU    |        |
| Justiz                                                                                            |                                                            | Klaus Kinkel bis 18. Mai 1992                               | | FDP (zunächst parteilos) | Reinhard Göhner bis 22. Januar 1993                                                          |        | CDU    |
| Justiz                                                                                            |                                                            | Sabine Leutheusser-Schnarrenberger (* 1951) ab 18. Mai 1992 | FDP | Rainer Funke |                                                                                              | FDP    |        |
| Finanzen                                                                                          |                                                            | Theodor Waigel (* 1939)                                     | | CSU | Manfred Carstens bis 22. Januar 1993 Jürgen Echternach bis 22. Januar 1993 Joachim Grünewald |        | CDU    |
| Wirtschaft                                                                                        |                                                            | Jürgen W. Möllemann bis 21. Januar 1993                     | | FDP | Klaus Beckmann bis 15. September 1992 Heinrich Leonhard Kolb ab 15. September 1992           |        | FDP    |
| Wirtschaft                                                                                        | Erich Riedl bis 22. Januar 1993                            | Jürgen W. Möllemann bis 21. Januar 1993                     | | FDP | CSU                                                                                          |        |        |
| Wirtschaft                                                                                        |                                                            | Günter Rexrodt (1941–2004) ab 21. Januar 1993               | Reinhard Göhner ab 22. Januar 1993                                                                                        | FDP |                                                                                              | CDU    |        |
| Ernährung, Landwirtschaft und Forsten                                                             |                                                            | Ignaz Kiechle (1930–2003) bis 21. Januar 1993               | | CSU | Gottfried Haschke bis 22. Januar 1993                                                        |        | CDU    |
| Ernährung, Landwirtschaft und Forsten                                                             | Wolfgang Gröbl ab 22. Januar 1993                          | Ignaz Kiechle (1930–2003) bis 21. Januar 1993               | | CSU | CSU                                                                                          |        |        |
| Ernährung, Landwirtschaft und Forsten                                                             |                                                            | Jochen Borchert (* 1940) ab 21. Januar 1993                 | | CDU | Georg Gallus                                                                                 |        | FDP    |
| Arbeit und Sozialordnung                                                                          |                                                            | Norbert Blüm (1935–2020)                                    | CDU | Horst Günther |                                                                                              | CDU    |        |
| Arbeit und Sozialordnung                                                                          | Horst Seehofer bis 6. Mai 1992 Rudolf Kraus ab 6. Mai 1992 | Norbert Blüm (1935–2020)                                    | CDU | | CSU                                                                                          |        |        |
| Verteidigung                                                                                      |                                                            | Gerhard Stoltenberg (1928–2001) bis 1. April 1992           | CDU | Willy Wimmer bis 1. April 1992 Ottfried Hennig bis 1. April 1992                                                                                                  |                                                                                              | CDU    |        |
| Verteidigung                                                                                      |                                                            | Volker Rühe (* 1942) ab 1. April 1992                       | CDU | Bernd Wilz ab 8. April 1992 Ingrid Roitzsch 8. April 1992 bis 22. Januar 1993 Michaela Geiger ab 22. Januar 1993                                                  |                                                                                              | CDU    |        |
| Familie und Senioren                                                                              |                                                            | Hannelore Rönsch (* 1942)                                   | CDU | Roswitha Verhülsdonk |                                                                                              | CDU    |        |
| Frauen und Jugend                                                                                 |                                                            | Angela Merkel (* 1954)                                      | CDU | Peter Hintze bis 13. Mai 1992 Cornelia Yzer ab 13. Mai 1992 |                                                                                              | CDU    |        |
| Gesundheit                                                                                        |                                                            | Gerda Hasselfeldt (* 1950) bis 6. Mai 1992                  | | CSU | Sabine Bergmann-Pohl                                                                         |        | CDU    |
| Gesundheit                                                                                        | Horst Seehofer (* 1949) ab 6. Mai 1992                     |                                                             | | CSU | Sabine Bergmann-Pohl                                                                         |        | CDU    |
| Verkehr                                                                                           |                                                            | Günther Krause (* 1953) bis 13. Mai 1993                    | | CDU | Wolfgang Gröbl bis 22. Januar 1993                                                           |        | CSU    |
| Verkehr                                                                                           |                                                            | Matthias Wissmann (* 1949) ab 13. Mai 1993                  | Dieter Schulte bis 22. Januar 1993 Manfred Carstens ab 22. Januar 1993 Wilhelm Rawe 17. Dezember 1992 bis 22. Januar 1993 | CDU |                                                                                              | CDU    |        |
| Umwelt, Naturschutz und Reaktorsicherheit                                                         |                                                            | Klaus Töpfer (1938–2024)                                    | CDU | Bernd Schmidbauer bis 18. Dezember 1991 Paul Laufs 18. Dezember 1991 bis 21. Januar 1993 Bertram Wieczorek bis 31. Januar 1994 Ulrich Klinkert ab 4. Februar 1994 |                                                                                              | CDU    |        |
| Post und Telekommunikation                                                                        |                                                            | Christian Schwarz-Schilling (* 1930) bis 17. Dezember 1992  | CDU | Wilhelm Rawe bis 17. Dezember 1992 Paul Laufs ab 22. Januar 1993                                                                                                  |                                                                                              | CDU    |        |
| Post und Telekommunikation                                                                        |                                                            | Wolfgang Bötsch (1938–2017) ab 22. Januar 1993              | | Wilhelm Rawe bis 17. Dezember 1992 Paul Laufs ab 22. Januar 1993                                                                                                  | CSU                                                                                          | CDU    |        |
| Raumordnung, Bauwesen und Städtebau                                                               |                                                            | Irmgard Schwaetzer (* 1942)                                 | | FDP | Jürgen Echternach bis 22. Januar 1993                                                        |        | CDU    |
| Raumordnung, Bauwesen und Städtebau                                                               | Joachim Günther                                            | Irmgard Schwaetzer (* 1942)                                 | | FDP | FDP                                                                                          |        |        |
| Forschung und Technologie                                                                         |                                                            | Heinz Riesenhuber (* 1935) bis 21. Januar 1993              | | CDU | Bernd Neumann                                                                                |        | CDU    |
| Forschung und Technologie                                                                         | Matthias Wissmann bis 13. Mai 1993                         |                                                             | | CDU | Bernd Neumann                                                                                |        | CDU    |
| Forschung und Technologie                                                                         | Paul Krüger (* 1950)                                       |                                                             | | CDU | Bernd Neumann                                                                                |        | CDU    |
| Bildung und Wissenschaft                                                                          |                                                            | Rainer Ortleb (* 1944) bis 4. Februar 1994                  | | FDP | Norbert Lammert                                                                              |        | CDU    |
| Bildung und Wissenschaft                                                                          |                                                            | Karl-Hans Laermann (1929–2024) ab 4. Februar 1994           | Torsten Wolfgramm bis 22. Januar 1993                                                                                     | FDP |                                                                                              | FDP    |        |
| Wirtschaftliche Zusammenarbeit ab 22. Januar 1993: Wirtschaftliche Zusammenarbeit und Entwicklung |                                                            | Carl-Dieter Spranger (* 1939)                               | | CSU | Hans-Peter Repnik                                                                            |        | CDU    |
| Wirtschaftliche Zusammenarbeit ab 22. Januar 1993: Wirtschaftliche Zusammenarbeit und Entwicklung | Michaela Geiger bis 21. Januar 1993                        | Carl-Dieter Spranger (* 1939)                               | | CSU | CSU                                                                                          |        |        |
| Besondere Aufgaben Chef des Bundeskanzleramtes                                                    |                                                            | Rudolf Seiters (* 1937) bis 26. November 1991               | | CDU |                                                                                              |        |        |
| Besondere Aufgaben Chef des Bundeskanzleramtes                                                    | Friedrich Bohl (* 1945) ab 26. November 1991               |                                                             | | CDU |                                                                                              |        |        |

Siehe auch: Liste der deutschen Bundesminister – Liste der deutschen Bundesregierungen

## Veränderungen
Im Zuge der Wiedervereinigung verlor das Ministerium für innerdeutsche Beziehungen seine Daseinsberechtigung und wurde aufgelöst. Das bisherige Ministerium für Jugend, Familie, Frauen und Gesundheit wurde dreigeteilt in die Ressorts Familie und Senioren, Frauen und Jugend und Gesundheit. Letzteres war bereits von 1961 bis 1969 ein eigenständiges Bundesministerium gewesen, wohingegen Familien- und Jugendfragen seit 1957 stets in einem Haus verblieben waren.
Zwei der fünf ehemaligen DDR-Bürger, die am Tag der Wiedervereinigung, dem 3. Oktober 1990, als Bundesminister für besondere Aufgaben ins Kabinett Kohl III berufen worden waren, wurden auch Teil des neuen Kabinettes: Günther Krause übernahm das Verkehrs-Ressort von Friedrich Zimmermann und Rainer Ortleb wurde neuer Bildung- und Wissenschaftsminister als Nachfolger von Jürgen Möllemann. Sabine Bergmann-Pohl wechselte als Parlamentarische Staatssekretärin ins Gesundheitsministerium. Mit der Ministerin für Frauen und Jugend, Angela Merkel, kam zudem ein drittes Kabinettsmitglied aus den neuen Ländern.
Am 26. November 1991 schied Wolfgang Schäuble aus der Bundesregierung aus, um den Vorsitz der Unions-Fraktion zu übernehmen. Sein Nachfolger als Innenminister wurde Rudolf Seiters, der das Amt des Bundesministers für besondere Aufgaben an Friedrich Bohl abgab.
Am 31. März 1992 trat Gerhard Stoltenberg nach umstrittenen Waffenlieferungen von seinem Amt als Verteidigungsminister zurück. Es rückte Volker Rühe auf.
Gesundheitsministerin Gerda Hasselfeldt legte ihr Amt nach Differenzen mit Helmut Kohl am 6. Mai 1992 nieder. Das Ressort übernahm Horst Seehofer.
Hans-Dietrich Genscher schied am 18. Mai 1992 auf eigenen Wunsch aus dem Kabinett aus. Zuvor hatte er 18 Jahre durchgängig als Außenminister fungiert und war insgesamt 23 Jahre Mitglied einer Bundesregierung. Sein Nachfolger als Außenminister wurde Klaus Kinkel, während Jürgen Möllemann das Amt des Vizekanzlers übernahm. Nachfolgerin von Klaus Kinkel im Justizministerium wurde Sabine Leutheusser-Schnarrenberger.
Aus Protest gegen die Haltung der Bundesregierung im Bosnien-Krieg trat am 14. Dezember Christian Schwarz-Schilling als Post- und Telekommunikationsminister zurück. Günther Krause übernahm die Leitung kommissarisch und gab am 22. Januar 1993 an Wolfgang Bötsch weiter.
Am 21. Januar 1993 kam es erneut zu einer größeren Kabinettsumbildung. Vizekanzler Jürgen Möllemann musste im Zuge der sogenannten Briefbogenaffäre von seinen öffentlichen Ämtern zurücktreten, weswegen Klaus Kinkel fortan als Stellvertreters des Bundeskanzlers fungierte. Günter Rexrodt übernahm das Wirtschafts-Ressort. Zudem trat Landwirtschaftsminister Ignaz Kiechle aus gesundheitlichen Gründen zurück; er übergab an Jochen Borchert. Auch Heinz Riesenhuber schied aus dem Kabinett aus; als Minister für Forschung und Technologie folgte ihm Matthias Wissmann.
Infolge verschiedener Affären (u. a. der umstrittenen Vergabe von Lizenzen an Autobahnraststätten) musste Günther Krause am 6. Mai 1993 als Verkehrsminister zurücktreten. Die Leitung des Ministeriums übernahm Matthias Wissmann, der das Ministerium für Forschung und Technologie nach wenigen Monaten an Paul Krüger übergab.
Rudolf Seiters trat am 7. Juli 1993 als Innenminister zurück, nachdem infolge eines GSG-9-Einsatzes in Bad Kleinen, bei dem ein Beamter und der RAF-Terrorist Wolfgang Grams starben, Medienberichte ein schweres Fehlverhalten der Polizei suggerierten. Ihm folgte Manfred Kanther.
Aus gesundheitlichen Gründen trat Rainer Ortleb im Februar 1994 vom Amt des Bildungsministers zurück. Karl-Hans Laermann wurde sein Nachfolger.
- Zur Abwahl: siehe Absatz unter Bundeskanzler Kohl (1982–1998) und Ergebnis der Bundestagswahl 1998

## Fußnote
1. ↑  Weder Parlamentarische Staatssekretäre noch Staatsminister sind nach Art. 62 GG Teil der Bundesregierung.